# 四宮隆史
四宮 隆史（しのみや たかし）は、日本の実業家、プロデューサー、弁護士。株式会社CRG代表取締役、株式会社スターサンズ代表取締役社長、E&R総合法律会計事務所代表、第二東京弁護士会所属、株式会社嵐代表取締役。
TMI総合法律事務所に在籍したのち、映画専門大学院大学客員教授、デジタルハリウッド大学大学院デジタルコンテンツ研究科客員教授などを歴任した。

## 来歴

### 生い立ち
慶應義塾大学に進学し、経済学部にて学んだ。大学卒業後NHKエンタープライズ21に入社。番組ディレクターなどを務めていたが、日本国外の映画プロデューサーは弁護士資格を持っている者が多いと知り、司法試験を受験した。合格後は、第二東京弁護士会に所属する弁護士として活動した。

### 弁護士として
当初はTMI総合法律事務所に在籍し、映画、音楽、放送、出版、広告などといった業界の案件を担当した。2007年1月、四宮法律事務所を設立し、独立を果たした。2010年3月、四宮法律事務所をE&R総合法律会計事務所に改組した。E&R総合法律会計事務所においても、引き続き代表を務める。また、著作権など知的財産に関する専門書も上梓している。
映画『宮本から君へ』の製作会社が2019年12月20日、文化庁所管の独立行政法人「日本芸術文化振興会」が一度は決めていた同作への助成金の交付内定から、出演者であるピエール瀧の薬物事犯を理由に助成金の不交付を決定したのは「表現方法への介入」だとして、不交付処分の取り消しを求めて同法人を提訴した訴訟で、弁護団長を務めた。
第一審の東京地方裁判所は、「公益性を理由に交付しないのは、運用次第で自由な表現活動を妨げる恐れをはらむ」などとして助成金の不交付決定を違法としたが、控訴審の東京高等裁判所は、「薬物乱用防止という公益の考慮は当然許され、裁量権の逸脱は認められない」として助成金の不交付決定は違法ではない、とした。
これに対して、最高裁判所第二小法廷（尾島明裁判長）は、「助成金の不交付は裁量権を逸脱し違法」と判断し、高裁判決を破棄したため、原告である製作会社の勝訴が確定した。最高裁は、公益の概念はそもそも抽象的で、助成対象の選別基準が不明確にならざるをえず、芸術的な観点から助成が相当である活動への「不交付が広く行われれば、表現行為の内容に萎縮的な影響が及ぶ可能性があり、表現の自由を保障した憲法21条の趣旨に照らして看過しがたい」との懸念を示した。その上で、公益の侵害を不交付の事情として重視できるのは、その公益が「重要」で「侵害の具体的な危険がある場合」に限られると厳しく制限した。さらに、芸術的な観点から不合理であるとはいえない以上、交付を認めない理由はないと判断し、高裁判決を「重視すべきでない事情を重視した結果、社会通念に照らして著しく妥当性を欠いたものである」と批判した。
四宮は出演したインターネットの報道番組で、「我々が主張したことが全て盛り込まれ、純粋にうれしかった。表現の自由という言葉に触れつつ、踏み込んだ内容だったことも感動した。」とコメントした。

### 実業家として
脚本家の福田靖らを擁する芸能事務所「CRG」を設立し、代表取締役に就任した。また、榎本憲男が監督した映画『見えないほどの遠くの空を』や片山慎三が監督した映画『そこにいた男』でプロデューサーを務め、岸善幸が監督する映画『あゝ、荒野 前篇』および『あゝ、荒野 後篇』では製作を担当するなど、映画作品も手掛けている。そのほか、FROGLOUDにて社外取締役を兼任した。また、2007年1月から同年3月にかけて映画専門大学院大学にて、2015年からはデジタルハリウッド大学の大学院にて、それぞれ客員教授を兼任していた。そのときの教え子には福原慶匡らがいる。2023年から、株式会社スターサンズの代表取締役社長に就任した。

## 人物
自称
自身が経営するCRGの公式ウェブサイトのプロフィールにて「数多くの映像作品に携わってきた型破りなエンターテインメントロイヤー＆プロデューサー」を自称している。
ヤマザキマリ
漫画『テルマエ・ロマエ』の映画化にあたり原作使用料が論議を呼んだ際には、ヤマザキの代理人として弁護士である四宮がコメントを発表している。
チェイス 第1章
共同プロデューサーを務めたインターネットドラマ『チェイス 第1章』の内容が、清水潔のノンフィクション『殺人犯はそこにいる――隠蔽された北関東連続幼女誘拐殺人事件』に酷似していると指摘され、波紋を呼んだ。
『殺人犯はそこにいる――隠蔽された北関東連続幼女誘拐殺人事件』を刊行した新潮社は、2017年12月に「弊社および清水氏はドラマ『チェイス』の制作について何ら関知いたしておりません」「映像化につきましては、書籍発売後から数多くのお話を頂戴しておりますが、事件の被害者であるご遺族の感情に配慮し、弊社および清水氏は慎重を期して検討を進めております」とのコメントを発表したうえで、翌年1月に『チェイス 第1章』を配信するアマゾンジャパンに即時配信停止を申し入れた。新潮社ノンフィクション編集部の編集長は「ドラマを検証した結果、物語の展開やセリフ、情景描写など多くの類似点が見つかった。アマゾン側から映像化の申し入れはなかった。映像化については事件の被害者である遺族の感情に配慮し慎重を期している」とコメントした。また、清水の勤務先であり、『NNNドキュメント』などでこの事件の調査報道を続けてきた日本テレビ放送網も「本ドラマ制作にあたり両社および本ドラマ関係者から、当報道局には一切の相談・通知もありませんでした」としており「本ドラマは、当報道局はもとより被害者遺族への連絡・取材なども一切無く、事件被害者らの描写について多くの点で本件報道と類似点のある内容で制作・配信された」と指摘したうえで「当報道局としては倫理的にも著作権法的な見地からも到底看過できません」とのコメントを発表し、2018年1月にアマゾンジャパンとジョーカーフィルムズに対して抗議した。
一方、『チェイス 第1章』の共同プロデューサーである四宮は、『殺人犯はそこにいる――隠蔽された北関東連続幼女誘拐殺人事件』を刊行時に読んでいたことを明らかにしたうえで、「足利事件に限らず、未だ解決の目処が立たない未解決事件を、未解決のまま放置しておくべきではない」と感じたので「架空の連続ドラマという『入りやすい入り口』で表現することにより、広い範囲の人と共有することができ、結果として真相解明に向けた糸口が見つかるかもしれない。こんな想いから、ドラマ《チェイス》の制作を企画しました」と主張している。
なお、『殺人犯はそこにいる――隠蔽された北関東連続幼女誘拐殺人事件』を執筆した清水は「私はテレビ局員で普段はチーフディレクターという立場です。自らでドラマを撮った事もあり、自著『殺人犯はそこにいる』を簡単にドラマ化にして良いなら、とっくの昔に自分でやってます。なぜそこに想いが至らないのか」と苦言を呈している。また、2018年1月には「何より大切なことは遺族への配慮です。現実に起こった事件の『殺害の瞬間』描写など『ドラマ化』してはならないと考えています。これは日テレの足利報道や、桶川報道でも実践してきました」と述べたうえで「もしもあなたの大切な誰かが不幸な最期を迎え、悲しみの中で暮らしている時、ある日突然にその不幸をエンターテイメントの題材にされ、『架空の事件』なのだと再現映像化された時、あなたはそれを許すことができるのでしょうか?」としている。

## 略歴
- 2007年 - 四宮法律事務所代表[3]。
- 2007年 - 映画専門大学院大学客員教授[3]。
- 2010年 - E&R総合法律会計事務所代表[3]。
- 2015年 - デジタルハリウッド大学大学院デジタルコンテンツ研究科客員教授[3][35]。

## 作品

### 映画
- 宮城野（2010年） - エグゼクティブ
- 見えないほどの遠くの空を（2011年） - プロデューサー
- ほとりの朔子（2014年） - アソシエイトプロデューサー
- あゝ、荒野 前篇（2017年） - 製作
- あゝ、荒野 後篇（2017年） - 製作
- そこにいた男（2020年）- プロデューサー

### インターネットドラマ
- チェイス 第1章（2017年 - 2018年） - 共同プロデューサー

## 著作

### 単著
- 四宮隆史著『小説で読む知的財産法――最新知財ビジネスの法実務』法学書院、2010年。ISBN 9784587037758

### 分担執筆
- TMI総合法律事務所編『著作権の法律相談』2版、青林書院、2005年。ISBN 4417013802

## 関連人物
- 長岡成貢
- 福田靖
- 福原慶匡